# 科诺
科诺（法語：Connaux，法語發音：[kɔno]）是法国加尔省的一个市镇，属于尼姆区。

## 地理
科诺（44°5'28"N, 4°35'38"E）面积9.58 平方千米，位于法国奧克西塔尼大區加尔省，该省份为法国南部沿海省份，南端濒地中海，北起顺时针与阿尔代什省、沃克吕兹省、罗讷河口省、埃罗省、阿韦龙省和洛泽尔省接壤。
与科诺接壤的市镇（或旧市镇、城区）包括：戈雅克、洛丹-拉杜瓦斯、普济亚克、特雷斯克、圣保罗莱丰。
科诺的时区为UTC+01:00、UTC+02:00（夏令时）。

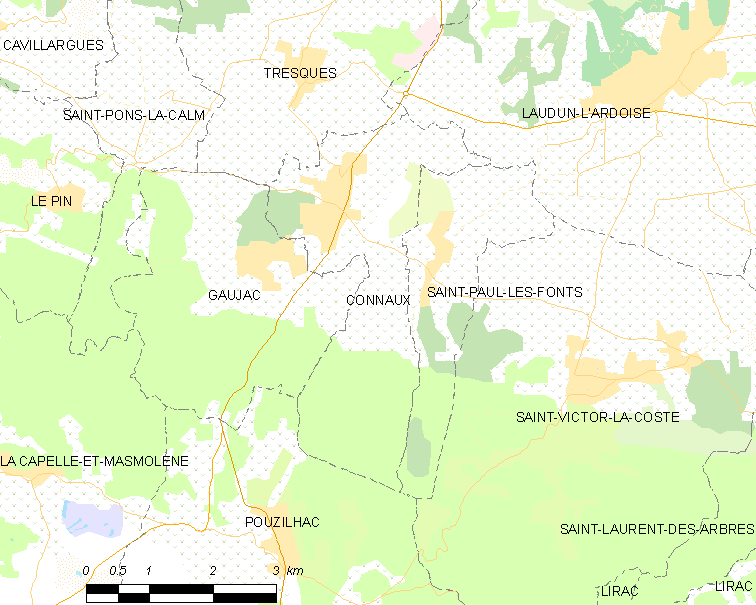
科诺的OSM定位图

## 行政
科诺的邮政编码为30330，INSEE市镇编码为30092。

## 政治
科诺所属的省级选区为塞兹河畔巴尼奥勒县。

## 人口

1962-2008年间科诺人口变化图示

科诺于2022年1月1日时的人口数量为1702人。